# Algirdas Julien Greimas

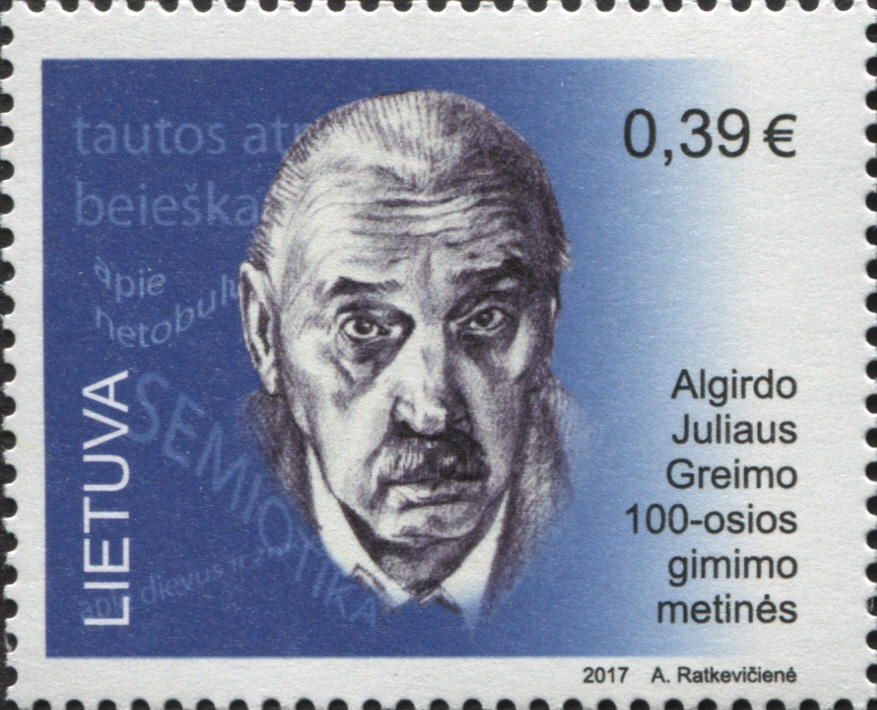
Algirdas Julien Greimas, litauische Briefmarke, 2017

Algirdas Julien Greimas (ursprünglich Algirdas Julius Greimas; * 9. März 1917 in Tula; † 27. Februar 1992 in Paris) war ein Semiotiker und Mitbegründer der École de Paris der Semiotik.

## Leben
Die Familie Greimas, die während des Ersten Weltkriegs in Tula (Russland) lebte, kehrte 1919 nach Litauen zurück. Bis 1927 besuchte Algirdas Greimas das Progymnasium Kupiškis. Von 1929 bis 1931 lebte er in Šiauliai und besuchte das Jungengymnasium. Er absolvierte das Gymnasium Marijampolė. Von 1934 bis 1935 studierte Greimas Rechtswissenschaft an der Vytauto Didžiojo universitetas in Kaunas und  von 1936 bis 1939 Linguistik in Grenoble, wo er provençalische Dialekte untersuchte. 1939 kehrte er nach Litauen zurück, wurde Soldat und kämpfte gegen die deutsche Wehrmacht. 1944 ging er nach Paris und schloss sein Studium an der Sorbonne ab. Danach war er als Lektor an den Universitäten in Ankara, Istanbul, Poitiers und Alexandria tätig. In Alexandria lernte er Roland Barthes kennen. Zwischen ihnen entwickelte sich ein intensiver Austausch und eine Beziehung. 1965 wurde er Professor in Paris.

## Theorie und Werk
Greimas veröffentlichte 1966 seine „Strukturale Semantik“ und begründete damit die moderne Textsemiotik. Greimas entwickelt hier eine strukturale Analyse, die sich eng an die Tradition und Weiterentwicklung der Konzepte von Saussure und Hjelmslev orientiert. Greimas begründete damit wesentlich die Pariser Schule als eigenständige Richtung in der Semiotik. Der narrative Text steht im Mittelpunkt der Analysen Greimas. Sein Theorie- und Forschungsprojekt wird als narrative Diskursgrammatik der Pariser Schule bezeichnet.

Greimas semiotisches Viereck

Seine Grundaussage über die Bedeutung der Narration (Erzählung) lässt sich mit dem Satz beschreiben: „Die Welt ist erzählbar“. Damit ist gemeint, dass nicht nur reale Erfahrungen und Fiktionen erzählbar und darüber erklärbar sind, sondern auch kulturelle und soziale Repräsentationen, wie die Konstruktionen von „Volk“, „Kultur“, „Nation“, „Demokratie“, „Internet“ etc. Diese lassen sich als „Erzählungen“ analysieren.

### Greimas’ Definition der Semiotik
Der Gegenstand der Semiotik ist nach Greimas nicht die Entwicklung einer Theorie der Zeichen, sondern die Theorie der Bedeutung (Signifikation), die sich mit den Ebenen über- und unterhalb des Zeichens beschäftigt.
Auf der Unterseite untersucht seine Semiotik die allgemein als Innenseite bezeichnete Seite des Zeichens und analysiert dort die kleinsten Teile von Bedeutung eines Zeichens, die Seme genannt werden.
Auf der Oberseite des Zeichens werden Einheiten untersucht, die als „mehr als ein Zeichen“ Textstrukturen bilden.

#### Greimas’ Textsemiotik
Die Greimas’sche Textsemiotik basiert auf dem linguistischen Strukturalismus Louis Hjelmslevs, der strukturalen Anthropologie Claude Lévi-Strauss’ und der formalistischen Theorie des Märchens von Propp.

#### Greimas’ Strukturale Semantik
Die Greimas’sche Strukturale Semantik bezieht sich auf Saussures Konzept der Differenzqualität, Hjelmslevs Modell der glossomatischen Zeichen und der Dependenzgrammatik von Lucien Tesnière.

## Werke
- Sémantique structurale. Paris: Larousse. 1966.
- Du sens 1970.
- Maupassant: La sémiotique du text. 1976.
- Sémiotique et sciences socialles. 1976.
- Du sens II: Essais sémiotiques. Paris: Editions du Seuil 1983.
- Sémiotique. Dictionnaire raisonné de la théorie du langage, Band 1 u. 2., Paris 1979 u. 1986 (Zusammen Joseph Courtés).
- Des dieux et des hommes. 1985.
- De l'imperfection. 1987.
- Dictionnaire de l’ancien francais : le Moyen Age 1992.

englische Ausgaben:
- The Social Sciences, a Semiotic View: A Semiotic View 1990, ISBN 0-8166-1819-4.
- Aims and Prospects of Semiotics: Vols I & II (mit Herman Parret).
- The Semiotics of Passions: From States of Affairs to States of Feelings: From States of Affairs to States of Feeling (mit Jacques Fontanille).
- Maupassant: the Semiotics of Text: Practical Exercises (Semiotic Crossroads), ISBN 978-1-55619-063-6.
- Of Gods and Men: Studies in Lithuanian Mythology, ISBN 978-0-253-32652-2.
- Narrative Semiotics and Cognitive Discourses, ISBN 978-0-86187-771-3.
- Semiotics and Language: An Analytical Dictionary, ISBN 978-0-253-35169-2.
- Structural Semantics: An Attempt at a Method 1983.
- On Meaning: Selected Writings in Semiotic Theory, ISBN 978-0-8166-1519-3.
- The Social Sciences: A Semiotic View, ISBN 978-0-8166-1819-4.